# Desi Arnaz
Desiderio "Desi" Arnaz, född 2 mars 1917 i Santiago de Cuba, Kuba, död 2 december 1986 i Del Mar, San Diego County, Kalifornien, var en kubansk-amerikansk skådespelare, musiker, orkesterledare och producent.
Arnaz skapade tillsammans med sin fru Lucille Ball TV-bolaget Desilu. Tillsammans skapade de även TV-serien I Love Lucy.
Desi Arnaz avled i lungcancer.